# 튜브 (영화)
"튜브"(Tube)는 대한민국의 백운학 감독이 제작한 액션 영화이다. 2003년 6월 5일에 개봉되었다. 지하철에서 벌어지는 소재 액션물 영화이다. 지하철의 대참사를 막으려는 형사와 지하철 탈취범 간의 액션을 소재로 하였다. 영화를 위해 지하철 설계도와 서울특별시 도시철도공사 감수하에 실제 지하철 소재인 금속으로 지하철 두 대를 제작, 크기 / 구조 / 도료 / 내부 인테리어에 이르기까지 10억 원을 들였다.

## 제작진
| - 감독/각본 : 백운학 - 조감독 : 김정민 - 연출부 : 윤재성, 정석원, 박정대 - 스크립터 : 유은정 - 원안 : 김형완 - 촬영 : 윤흥식 - 촬영팀 : 김태성, 유승만, 이성진, 황성욱, 진민호, 백두원, 구태진, 임용호 - 조명 : 원명준 - 조명팀 : 이동규, 이병훈, 김바다, 윤효정, 박남민, 강양구, 명규일 - 스틸 : 박도성, 김태건, 김혜영, 김경연 - 기획 : 서경석, 이창우, 손주연, 장혁린 - 제작 : 서경석, 이창우 - 제작부 : 이주봉, 이경은 - 제작실장 : 박문희 - 제작부장 : 강현, 김진환 - 객원제작부 : 진기봉, 양규호, 김환중 - 제작관리 : 김상홍, 이범경 - 프로듀서 : 이관학, 양근찬 - 제작투자 : 김승범 - 공동투자 : 문성준, 이강복, 정한식 - 동시녹음 : 이병하 - 음향 : 라이브톤, 최태영 - 음악 : 황상준 - 미술 : 황인준 - 특수효과 : 정도안 (데몰리션) - 특수분장 : 김정환, 박선 - 특수효과팀 : 김광수, 김태의, 박성호, 최정욱, 안준석, 유영일, 이희경, 유인상, 사충기 - 시각효과 : 인 사이트 비쥬얼, 강종익 - 분장 : 박지윤 - 의상 : 강국희, 김효성 - 세트 : 강창길, 전인한 (청솔아트) - 소품 : 이재원 - 편집 : 박곡지, 김미영 - 네가편집 : 정진희 - 홍보마케팅 : (주)이손필름, 조은영, 박소연, 박수야, 김문환, 이진상, 윤혜진, 박명희 - 무술감독 : 정두홍 - 무술팀 : 기중현, 윤진율, 박주천, 양길영, 김민수, 윤정석, 서범식, 서준하, 이경필 - 스토리보드 : 허정욱 - 컴포스팅 슈퍼바이저 : 손승현 - 컴포스터 : 한태정, 민선혜, 김영아, 박선미, 김승모 - 3D 슈퍼바이저 : 김용수 - 3D 아티스트 : 김기원, 윤동욱, 오주환, 장덕수 - 프리비주얼 아티스트 : 윤동현 - 키&마스크 : 육관우, 함태희, 이윤미 - 모션 그래픽스 : 강한주, 문병운 - 현상 : 한국문화진흥 HIT지점 - 텔레시네 : 와이드 비젼 - 색보정 : 이용기 - 메이킹필름 : 한재혁, 조영윤 - 현장편집 : 강석범 - B카메라 : 이기원 - B카메라 촬영팀 : 이광순, 최태춘, 김송민, 조봉한, 이현수, 진철화, 이춘희, 강상모 - 미술팀 : 최효상, 고영욱, 기혜인 - 분장팀 : 박소연, 고여진, 김태희 - 의상팀 : 안은자, 이은영 - 특수의상 : 설용근 (메탈자켓) - 오디오 포스트 프로덕션 : 라이브톤 - 리레코딩 믹서 : 최태영 - 사운드 디자이너 : 강혜영, 이재혁 - ADR 믹서 : 김영록 - 다이알로그 에디터 : 박용기 - 폴리 믹서, 폴리 아티스트 : 이승엽 - 폴리 에디터 : 노현진 - 옵티칼 사운드 레코딩 : 박기영 - 돌비컨설턴트 : 김재경 - 믹싱 & 레코딩 엔지니어 : 최진우, 조창희, 남궁진, 김원경 - 어시스턴트 엔지니어 : 김필수, 하선영 - 오케스트라 진행 : 강신혜 - 레코드 & 믹스트 : 웨이브 스튜디오 | - 마스터드 : Sonic Korea - 녹음부 : 김영문, 김신용, 최민호 - 예고편 : 신현찬, 성우정 - 홈페이지 : Mind4 커뮤니케이션 - 포스터 : 이재용, 강영호 (상상 사진관) - 온라인마케팅 : 이진훈, 이용주 - 프로덕션 슈퍼바이저 : 김상찬 - 김석훈 매니저 : 전영민, 이호영 - 배두나 매니저 : 최범수 - 박상민 매니저 : 문수용 - 권오중 매니저 : 박경수, 최뭉용 (스카이 엔터테인먼트) - 정준 매니저 : 이주환 (Vista) - 손병호 매니저 : 은희준 - 스테디캠 : 여경보, 김석진, 김민수 - 지미집 : 박천복, 신진우, 지용복 - 액션마스타 : 이종운 (CM패밀리) - 조명크레인 : 칠성크레인 - 발전차 : 이상인 - 발전차B : 김선수, 권종근 - 카메라렌탈 : 신영필름 - AATON 렌탈 : 시네렌트 - 조명기렌탈 : 정용택 (한솔데이라이트) - 옵티칼 : IMAGICA - 필름SQUEEZE : DELUXE HOLLYWOOD INC. - 촬영버스 : 신순식, 정진우 - 필름공급 : 홍성곤 - 렌즈대여 : 옵티칼 - 기획실장 : 권미선 - 전통차세트 : 청솔아트 - 제작 : 강창길 - 팀장 : 전인한 - 진행 : 김소연, 신상수, 황의천, 한병옥, 최명수, 박현, 김주환 - 하체목업 : 최영환 - 하체목업진행 : 김맹일 - LED 안내판 : 호산실업 - LED 안내판진행 : 김현철 - LED 프로젝트 : 박철규, 홍상기 - 리어스크린 : 고려AV - 세트분리 : 이상복 - 로케이션 데코 : 청솔아트 - 진행 : 강보길, 오재영, 김현주, 이수정, 박지연, 표찬일, 류권, 이동희, 이광석, 양용은, 강태우, 임영진 - 중통실 테크니컬 세팅 팀장 : 김문영 - 중앙통제실 : 남아미술센터 - 미니어처 : 안재홍, 오선교 - 미니어처팀 : 신병섭, 박병덕, 한충기, 유주호, 이종민, 손철, 송흥업 - 테크니컬소품 : 박영찬 - 테크니컬소품팀 : 최우석, 유기석, 강재원, 홍상혁 - 단역출연 : 현의준 - 보조출연 : 백호 (나눔) - 중통실 보조출연 : 이옥희 - 부산 보조출연 : 리더로케이션 - 특수차량 : 백중길 (김호상사) - 멀티큐브 : 윤영산 (더 베이직) - 마술교육 : 최병락팀장, 이은결 마술사 (비즈매직) - 댄스교육 : 곽용근 - 미술교육 : 마이클 - 헤어협찬 : 강승완 (스프링헤어) - 총기수입 : 3.1 총포사 - 보험 : 허남영 - 뮤직비디오 : 신현찬, 성우정 - 카피라이터 : 윤수정, 윤병룡 - 법률자문 : 박선희 변호사 - 몽타쥬 제작 : 정석원, 강한주 - 광고디자인 : 김혜진, 조지연 - 제작총괄책임 : 황우현 - 제작관리책임 : 이현민, 서호진, 김기완 - 마케팅책임 : 신해선, 김지은 - 관리책임 : 정로미, 이동준, 박누리, 이성금, 이석준 |

## 사운드 트랙
| #   | 제목                                  | 작사   | 작곡            | 아티스트 | 재생 시간 |
| --- | ------------------------------------- | ------ | --------------- | -------- | --------- |
| 1.  | 〈기억 만이라도〉                     | 김태윤 | 황상준          | 앤       | 3:55      |
| 2.  | 〈Tube〉 (Main Action Title)          |        | 황상준          |          | 3:05      |
| 3.  | 〈이른 아침〉                         |        | 황상준          |          | 1:45      |
| 4.  | 〈결투〉                              |        | 신형            |          | 1:34      |
| 5.  | 〈도준〉 (Love Theme, Harmonica Ver.) |        | 황상준          | 전제덕   | 4:26      |
| 6.  | 〈상황실 1〉                          |        | 신형            |          | 1:45      |
| 7.  | 〈7103〉                              |        | 신형            |          | 1:53      |
| 8.  | 〈Speed〉                             |        | 신형            |          | 2:55      |
| 9.  | 〈음모〉                              |        | 신형            |          | 2:55      |
| 10. | 〈D-day〉                             |        | 신형            |          | 3:22      |
| 11. | 〈작전명령〉                          |        | 황상준          |          | 3:55      |
| 12. | 〈선두칸 침입〉                       |        | 신형            |          | 1:39      |
| 13. | 〈인경〉 (Love Theme)                 |        | 신형            |          | 4:26      |
| 14. | 〈상황실 2〉                          |        | 황상준          |          | 1:32      |
| 15. | 〈출격〉                              |        | 신형            |          | 1:59      |
| 16. | 〈이별 그리고 1〉                     |        | 황상준          |          | 2:28      |
| 17. | 〈도준의 죽음 1〉                     |        | 황상준          |          | 2:04      |
| 18. | 〈이별 그리고 2〉                     |        | 신형            |          | 2:13      |
| 19. | 〈도준의 죽음 2〉                     |        | 황상준          |          | 1:17      |
| 20. | 〈기억 만이라도〉 (Ver.2)             |        | Various Artists |          | 3:46      |

## 같이 보기
- 서울교통공사
- 서울특별시 도시철도공사
- 서울메트로
- 부산교통공사
- 한국철도공사
- 김포국제공항
- 코엑스몰
- 서울화력발전소
- 동호대교
- 청담대교
- 잠실철교
- 김포공항역
- 합정역
- 논현역
- 버티고개역
- 고속터미널역
- 잠실나루역 (구.성내역)
- 충무로역
- 옥수역
- 녹사평역
- 성수역
- 강변역
- 장산역
- 도봉차량사업소
- 천왕차량사업소
- 경원선
- 수도권 전철 중앙선 (현.수도권 전철 경의·중앙선)
- 수도권 전철 1호선
- 서울 지하철 2호선
- 서울 지하철 3호선
- 수도권 전철 3호선
- 서울 지하철 5호선
- 수도권 전철 5호선
- 서울 지하철 6호선
- 서울 지하철 7호선
- 부산 도시철도 2호선

## 상영 정보
- 개봉일 : 2003년 6월 5일
- 출시일 : 2003년 7월 30일 (VHS, KD미디어)